# Sholeh Kosh
Sholeh Kosh (persiska: شله کش) är en ort i Iran.   Den ligger i provinsen Ilam, i den västra delen av landet, 500 km sydväst om huvudstaden Teheran. Sholeh Kosh ligger 1 447 meter över havet och antalet invånare är 965.
Terrängen runt Sholeh Kosh är lite bergig. Runt Sholeh Kosh är det ganska glesbefolkat, med 39 invånare per kvadratkilometer. Närmaste större samhälle är Shahrak-e Jomhūrī-ye Eslāmī-ye Sartang, 15,4 km sydväst om Sholeh Kosh. Omgivningarna runt Sholeh Kosh är i huvudsak ett öppet busklandskap.